# Micromus gratus
Micromus gratus is een insect uit de familie van de bruine gaasvliegen (Hemerobiidae), die tot de orde netvleugeligen (Neuroptera) behoort. 
Micromus gratus is voor het eerst wetenschappelijk beschreven door Banks in 1937.